# Skolk
Skolk innebär ogiltig frånvaro, oftast från den obligatoriska skolgången.
I folkmun betraktas medveten frånvaro som skolk, medan oavsiktlig frånvaro exempelvis i samband med att man försover sig, inte betraktas som skolk, även om båda faller under benämningen "ogiltig frånvaro". Elever som egentligen vill gå i skolan men inte vågar kallas hemmasittare. De som ska betala TV-avgift men medvetet undviker att betala den kallas ibland för "licensskolkare" och den som inte deltar i politiska val kan kallas "valskolkare" eller "röstskolkare", även i till exempel ett land som Sverige där valdeltagandet är frivilligt. 

## Sverige
I Sverige inrättade Stockholms stads folkskolor 1886 ett så kallat skolkarhem för folkskolbarn som skolkade mycket. Där sysselsattes de med bland annat skolarbete, trädgårdsarbete och slöjdarbete. Kläder och mat till eleverna betalades av fattigvården. Ibland används termen även om frånvaro från frivilliga skolformer, som eleven ändå anmält sig till. Återfallsskolkande och långtidsskolkande gymnasieskolelever i Sverige riskerar att mista sina studiebidrag.
Under läsåret 2012/2013 fick drygt 21 000 elever indraget studiebidrag på grund av skolk, vilket motsvarar 6,2 procent av alla gymnasieelever som fick studiebidrag under läsåret.

### Förändringar i skolan under 2012
I skolsammanhang har man gjort en nysatsning för att minska skolkandet. Tidigare kunde eleven ha ogiltig frånvaro upp till 20 procent och fick därefter en muntlig varning följt av en skriftlig med indraget studiebidrag som slutlig åtgärd. Nu har detta ändrats så att åtgärder vidtas när eleven skolkat några timmar och vid upprepade tillfällen. Istället för de olika varningarna så kontaktas CSN omedelbart av skolan. CSN skickar därefter ett brev till elevens föräldrar, som har sex dagar på sig att lämna synpunkter till skolan. Inkommer inga synpunkter till skolan så förlorar eleven CSN-bidraget.
Det nya systemet trädde i kraft vid årsskiftet, men det har tagit olika lång tid för skolorna att anpassa sig till det.

### Hemmasittare
Skolverket definierar en hemmasittare som en elev som har 100 procent skolfrånvaro i en månads tid eller mer. Orsakerna bakom hemmasittande är varierande, det kan röra sig om faktorer i skolan, oro i  hemmet, psykisk ohälsa eller neuropsykologiska funktionshinder. Omfattningen beräknades av skolverket 2008/2009 1500 elever från kommunala skolor samt 150 från friskolor varit fullständigt frånvarande under en månads tid. 150 elever hade i sin tur varit borta hela läsåret. 

### Skillnader mellan hemmasittare och skolkare
Det finns ett antal skillnader mellan hemmasittare/skolvägrare och skolkare. Skolkare har ingen rädsla eller ångest inför att närvara i skolan vilket generellt sett en hemmasittare har. Medan en skolkare försöker dölja sin frånvaro för sina vårdnadshavare är oftast hemmasittarens vårdnadshavare medvetna om frånvaro och kan ibland vara delaktiga i den själva genom att till exempel falskeligen sjukanmäla eleven. Således är skolkaren sällan hemma under skoltid medan hemmasittaren är det. Hemmasittare har oftast inte heller ett utåtagerande anti-socialt beteende som ofta är förknippat med skolkare. Detta beteende kan ta sig i uttryck genom ungdomsbrottslighet och liknande. En annan olikhet är inställningen till skolan. Generellt kan sägas att skolkare ofta är motvilliga till skolarbete, något hemmasittare inte nödvändigtvis är under förutsättning att de kan utföra skolarbetet hemmavid. 